# Giorgio Colangeli
Giorgio Colangeli, né le 14 décembre 1949 à Rome, est un acteur italien.

## Biographie

### Famille
De la même famille que Mathis Colangeli et Jeremy Colangeli, il est le père de Gabriel Colangeli.

## Filmographie partielle

### Cinéma
- 1998 : Le Dîner (La cena) d'Ettore Scola
- 2003 : Gente di Roma d'Ettore Scola
- 2006 : L'aria salata d'Alessandro Angelini
- 2008 : Si può fare de Giulio Manfredonia
- 2008 : Il divo (Il divo: La spettacolare vita di Giulio Andreotti) de Paolo Sorrentino
- 2009 : Ce n'è per tutti de Luciano Melchionna (it)
- 2009 : L'Heure du crime (La doppia ora) de Giuseppe Capotondi
- 2009 : Palestrina - Prince de la Musique de Georg Brintrup
- 2010 : La donna della mia vita de Luca Lucini
- 2010 : 20 sigarette d'Aureliano Amadei
- 2010 : La nostra vita de Daniele Luchetti
- 2011 : Tatanka de Giuseppe Gagliardi
- 2012 : Piazza Fontana (Romanzo di una strage) de Marco Tullio Giordana
- 2015 : L'attesa de Piero Messina
- 2018 : Fiore gemello  de Laura Luchetti
- 2022 : Mindemic de Giovanni Basso
- 2023 : C'è ancora domani de Paola Cortellesi

### Télévision
- 2020 : Permette? Alberto Sordi de Luca Manfredi : Pieto Sordi

## Récompenses et distinctions
- 2007 : David di Donatello du meilleur acteur dans un second rôle